# Републикански път III-5201
Републикански път IIІ-5201 е третокласен път, част от Републиканската пътна мрежа на България, преминаващ изцяло по територията на Русенска област, Община Ценово. Дължината му е 7,4 km.
Пътят се отклонява наляво при 41 km на Републикански път II-52 в центъра на село Новград, насочва на юг през най-североизточната част на Средната Дунавска равнина, минава през западната част на село Джулюница и източно от село Пиперково се свързва с Републикански път II-54 при неговия 13,8 km.
| Пътища, отклоняващи се надясно (населено място, № на пътя, посока на пътя) | km  | Пътища, отклоняващи се наляво (посока на пътя, № на пътя, населено място) |
| -------------------------------------------------------------------------- | --- | ------------------------------------------------------------------------- |
| Община Ценово, II-52, 41 km, с. Новград ←                                  | 0,0 | ← с. Новград, 41 km, II-52, Община Ценово                                 |
| с. Джулюница                                                               | 3,3 | с. Джулюница                                                              |
| (до с. Вардим) II-54, 13,8 km, с. Новград ←                                | 7,4 | ← 13,8 km, II-54 (от кв. „Гара Бяла“)                                     |